# Myrtales
Ordre
Classification APG III (2009)
Les Myrtales sont un ordre de plantes dicotylédones.
En classification classique de Cronquist (1981) il comprend 12 familles :
- Combrétacées
- Cryptéroniacées
- Lythracées (famille de la salicaire)
- Mélastomatacées ou bien "Mélastomacées" dans certaines publications [2]
- Myrtacées
- Oliniacées
- Onagracées
- Pénaéacées
- Punicacées
- Sonnératiacées
- Thyméléacées (famille du bois joli)
- Trapacées

En classification phylogénétique APG (1998), sa composition est modifiée comme suit :
- ordre Myrtales
- : famille Alzateaceae
- : famille Combretaceae
- : famille Crypteroniaceae
- : famille Heteropyxidaceae
- : famille Lythraceae (incl. les Sonnératiacées et Trapacées)
- : famille Melastomataceae
- : famille Memecylaceae
- : famille Myrtaceae
- : famille Oliniaceae
- : famille Onagraceae
- : famille Penaeaceae
- : famille Psiloxylaceae
- : famille Rhynchocalycaceae
- : famille Vochysiaceae

En classification phylogénétique APG II (2003), cette circonscription est modifiée un petit peu :
- ordre Myrtales
- : famille Alzateaceae
- : famille Combretaceae
- : famille Crypteroniaceae
- : famille Heteropyxidaceae
- : famille Lythraceae
- : famille Melastomataceae
- :: [+ famille Memecylaceae]
- : famille Myrtaceae
- : famille Oliniaceae
- : famille Onagraceae
- : famille Penaeaceae
- : famille Psiloxylaceae
- : famille Rhynchocalycaceae
- : famille Vochysiaceae

NB. "[+ ...]" = famille optionnelle
Le Angiosperm Phylogeny Website [29 avril 2007] accepte la famille Memecylaceae, mais n'accepte pas la famille Psiloxylaceae.
La classification phylogénétique APG III (2009) place cet ordre sous Malvidées (au lieu de directement sous Rosidées pour la classification phylogénétique APG II (2003)).
En classification phylogénétique APG III (2009), sa circonscription est :
- ordre Myrtales Juss. ex Bercht. & J.Presl (1820)
- : famille Alzateaceae S.A.Graham (1985)
- : famille Combretaceae R.Br. (1810)
- : famille Crypteroniaceae A.DC. (1868)
- : famille Lythraceae J.St.-Hil. (1805)
- : famille Melastomataceae Juss. (1789) (incluant Memecylaceae DC.)
- : famille Myrtaceae Juss. (1789) (incluant Heteropyxidaceae Engl. & Gilg, Psiloxylaceae Croizat)
- : famille Onagraceae Juss. (1789)
- : famille Penaeaceae Sweet ex Guill. (1828) (incluant Oliniaceae Arn., Rhynchocalycaceae L.A.S.Johnson & B.G.Briggs)
- : famille Vochysiaceae A.St.-Hil. (1820)

|  | Lythraceae |
|  |            |
|  | Onagraceae |
|  |            |

|  | Myrtaceae    |
|  |              |
|  | Vochysiaceae |
|  |              |

|  | Crypteroniaceae                                            |
|  |                                                            |
|  | \| \| Alzateaceae \| \| \| \| \| \| Penaeaceae \| \| \| \| |
|  |                                                            |
|  | Alzateaceae                                                |
|  |                                                            |
|  | Penaeaceae                                                 |
|  |                                                            |

|  | Alzateaceae |
|  |             |
|  | Penaeaceae  |
|  |             |

|  | Crypteroniaceae                                            |
|  |                                                            |
|  | \| \| Alzateaceae \| \| \| \| \| \| Penaeaceae \| \| \| \| |
|  |                                                            |
|  | Alzateaceae                                                |
|  |                                                            |
|  | Penaeaceae                                                 |
|  |                                                            |

|  | Alzateaceae |
|  |             |
|  | Penaeaceae  |
|  |             |

|  | Myrtaceae    |
|  |              |
|  | Vochysiaceae |
|  |              |

|  | Crypteroniaceae                                            |
|  |                                                            |
|  | \| \| Alzateaceae \| \| \| \| \| \| Penaeaceae \| \| \| \| |
|  |                                                            |
|  | Alzateaceae                                                |
|  |                                                            |
|  | Penaeaceae                                                 |
|  |                                                            |

|  | Alzateaceae |
|  |             |
|  | Penaeaceae  |
|  |             |

|  | Crypteroniaceae                                            |
|  |                                                            |
|  | \| \| Alzateaceae \| \| \| \| \| \| Penaeaceae \| \| \| \| |
|  |                                                            |
|  | Alzateaceae                                                |
|  |                                                            |
|  | Penaeaceae                                                 |
|  |                                                            |

|  | Alzateaceae |
|  |             |
|  | Penaeaceae  |
|  |             |

|  | Lythraceae |
|  |            |
|  | Onagraceae |
|  |            |

|  | Myrtaceae    |
|  |              |
|  | Vochysiaceae |
|  |              |

|  | Crypteroniaceae                                            |
|  |                                                            |
|  | \| \| Alzateaceae \| \| \| \| \| \| Penaeaceae \| \| \| \| |
|  |                                                            |
|  | Alzateaceae                                                |
|  |                                                            |
|  | Penaeaceae                                                 |
|  |                                                            |

|  | Alzateaceae |
|  |             |
|  | Penaeaceae  |
|  |             |

|  | Crypteroniaceae                                            |
|  |                                                            |
|  | \| \| Alzateaceae \| \| \| \| \| \| Penaeaceae \| \| \| \| |
|  |                                                            |
|  | Alzateaceae                                                |
|  |                                                            |
|  | Penaeaceae                                                 |
|  |                                                            |

|  | Alzateaceae |
|  |             |
|  | Penaeaceae  |
|  |             |

|  | Myrtaceae    |
|  |              |
|  | Vochysiaceae |
|  |              |

|  | Crypteroniaceae                                            |
|  |                                                            |
|  | \| \| Alzateaceae \| \| \| \| \| \| Penaeaceae \| \| \| \| |
|  |                                                            |
|  | Alzateaceae                                                |
|  |                                                            |
|  | Penaeaceae                                                 |
|  |                                                            |

|  | Alzateaceae |
|  |             |
|  | Penaeaceae  |
|  |             |

|  | Crypteroniaceae                                            |
|  |                                                            |
|  | \| \| Alzateaceae \| \| \| \| \| \| Penaeaceae \| \| \| \| |
|  |                                                            |
|  | Alzateaceae                                                |
|  |                                                            |
|  | Penaeaceae                                                 |
|  |                                                            |

|  | Alzateaceae |
|  |             |
|  | Penaeaceae  |
|  |             |

|  | Lythraceae |
|  |            |
|  | Onagraceae |
|  |            |

|  | Myrtaceae    |
|  |              |
|  | Vochysiaceae |
|  |              |

|  | Crypteroniaceae                                            |
|  |                                                            |
|  | \| \| Alzateaceae \| \| \| \| \| \| Penaeaceae \| \| \| \| |
|  |                                                            |
|  | Alzateaceae                                                |
|  |                                                            |
|  | Penaeaceae                                                 |
|  |                                                            |

|  | Alzateaceae |
|  |             |
|  | Penaeaceae  |
|  |             |

|  | Crypteroniaceae                                            |
|  |                                                            |
|  | \| \| Alzateaceae \| \| \| \| \| \| Penaeaceae \| \| \| \| |
|  |                                                            |
|  | Alzateaceae                                                |
|  |                                                            |
|  | Penaeaceae                                                 |
|  |                                                            |

|  | Alzateaceae |
|  |             |
|  | Penaeaceae  |
|  |             |

|  | Myrtaceae    |
|  |              |
|  | Vochysiaceae |
|  |              |

|  | Crypteroniaceae                                            |
|  |                                                            |
|  | \| \| Alzateaceae \| \| \| \| \| \| Penaeaceae \| \| \| \| |
|  |                                                            |
|  | Alzateaceae                                                |
|  |                                                            |
|  | Penaeaceae                                                 |
|  |                                                            |

|  | Alzateaceae |
|  |             |
|  | Penaeaceae  |
|  |             |

|  | Crypteroniaceae                                            |
|  |                                                            |
|  | \| \| Alzateaceae \| \| \| \| \| \| Penaeaceae \| \| \| \| |
|  |                                                            |
|  | Alzateaceae                                                |
|  |                                                            |
|  | Penaeaceae                                                 |
|  |                                                            |

|  | Alzateaceae |
|  |             |
|  | Penaeaceae  |
|  |             |

|  | Lythraceae |
|  |            |
|  | Onagraceae |
|  |            |

|  | Myrtaceae    |
|  |              |
|  | Vochysiaceae |
|  |              |

|  | Crypteroniaceae                                            |
|  |                                                            |
|  | \| \| Alzateaceae \| \| \| \| \| \| Penaeaceae \| \| \| \| |
|  |                                                            |
|  | Alzateaceae                                                |
|  |                                                            |
|  | Penaeaceae                                                 |
|  |                                                            |

|  | Alzateaceae |
|  |             |
|  | Penaeaceae  |
|  |             |

|  | Crypteroniaceae                                            |
|  |                                                            |
|  | \| \| Alzateaceae \| \| \| \| \| \| Penaeaceae \| \| \| \| |
|  |                                                            |
|  | Alzateaceae                                                |
|  |                                                            |
|  | Penaeaceae                                                 |
|  |                                                            |

|  | Alzateaceae |
|  |             |
|  | Penaeaceae  |
|  |             |

|  | Myrtaceae    |
|  |              |
|  | Vochysiaceae |
|  |              |

|  | Crypteroniaceae                                            |
|  |                                                            |
|  | \| \| Alzateaceae \| \| \| \| \| \| Penaeaceae \| \| \| \| |
|  |                                                            |
|  | Alzateaceae                                                |
|  |                                                            |
|  | Penaeaceae                                                 |
|  |                                                            |

|  | Alzateaceae |
|  |             |
|  | Penaeaceae  |
|  |             |

|  | Crypteroniaceae                                            |
|  |                                                            |
|  | \| \| Alzateaceae \| \| \| \| \| \| Penaeaceae \| \| \| \| |
|  |                                                            |
|  | Alzateaceae                                                |
|  |                                                            |
|  | Penaeaceae                                                 |
|  |                                                            |

|  | Alzateaceae |
|  |             |
|  | Penaeaceae  |
|  |             |

D'après des calculs utilisant l'horloge moléculaire, la lignée menant aux Myrtales se serait séparée des autres plantes il y a environ 100 millions d'années.